# Isireli Vuibau
Ratu Isireli Mokunitulevu Vuibau est un homme politique fidjien. Membre successivement de six partis politiques différents, passant de la droite modérée à l'extrême-droite puis au centre-gauche, il est brièvement ministre adjoint aux affaires autochtones de mai 1999 à mai 2000.

## Biographie

### Maire de Suva
Homme d'affaires, membre du parti de l'Alliance, il est le maire de Suva, la capitale des Fidji, de novembre 1973 à novembre 1974, Navin Maharaj lui succédant,. À cette fonction, il accueille en octobre 1974 le prince Charles à Suva à l'occasion du centenaire de l'Acte de Cession des Fidji à la Couronne.

### Figure de l'extrême-droite
Il devient par la suite membre du Parti nationaliste fidjien de Sakeasi Butadroka, figure de l'extrême-droite ethno-nationaliste autochtone et hostile à la minorité d'ascendance indienne dans le pays ; Isirelu Vuibau devient « l'un de ses plus proches lieutenants ». En 1990 il fonde et mène un nouveau parti, le Parti conservateur des Fidji. Pour les élections législatives de 1992, il forme une entente électorale avec le Parti nationaliste, et le Front nationaliste fidjien unifié remporte cinq sièges à la Chambre des représentants. Isireli Vuibau n'est toutefois pas parmi les cinq élus.

### Député et ministre adjoint de centre-gauche
Changeant une nouvelle fois de parti, c'est avec l'étiquette du Parti travailliste fidjien (gauche syndicale) qu'il est élu député de la circonscription de Tailevu-sud / Lomaiviti aux élections législatives fidjiennes de 1999, battant le grand chef autochtone Ratu Epenisa Cakobau, candidat de la droite. Il est alors nommé adjoint à la ministre des Affaires autochtones Adi Kuini Speed dans le gouvernement de coalition du Premier ministre travailliste Mahendra Chaudhry,.

### Otage lors du coup d'État de 2000
Le premier jours du coup d'État ethno-nationaliste autochtone de 2000 qui renverse le gouvernement Chaudhry, George Speight, le principal auteur du coup d'État, propose à trois chefs autochtones membres de la majorité parlementaire du gouvernement Chaudhry de rejoindre ses rebelles : Ratu Timoci Silatolu, qui « accepte immédiatement », Isireli Vuibau, qui refuse immédiatement, et Ratu Tuakitau Cokanauto, qui hésite et est relâché par les preneurs d'otages. S'étant déclaré solidaire du gouvernement, Isireli Vuibau est détenu cinquante-six jours en otage avec le Premier ministre Chaudhry et plusieurs autres ministres et députés par George Speight et les autres auteurs du coup d'État,. Une fois relâché, il s'associe à deux autres membres du gouvernement renversé pour porter plainte et demander le versement de son salaire ainsi qu'une compensation financière pour cette période durant laquelle il était otage. Il accompagne par ailleurs le vice-Premier ministre du gouvernement déchu, Tupeni Baba, qui visite les Samoa et obtient le soutien du Premier ministre samoan Tuilaepa Sailele Malielegaoi pour un retour à l'ordre constitutionnel et légal aux Fidji.
Devenu membre du Nouveau parti travailliste de l'unité mené par Tupeni Baba, Isireli Vuibau est battu par Adi Asenaca Caucau (en) dans sa circonscription de Tailevu-sud / Lomaiviti aux élections législatives de 2001. En 2003, désormais vice-président de l'éphémère Parti démocrate des Fidji, il demande sans succès une commission d'enquête relative au coup d'État de 2000. Il meurt en 2004, alors que sa plainte pour sa détention comme otage est toujours en cours d'examen par la justice.